# Herbig–Haro-objektum

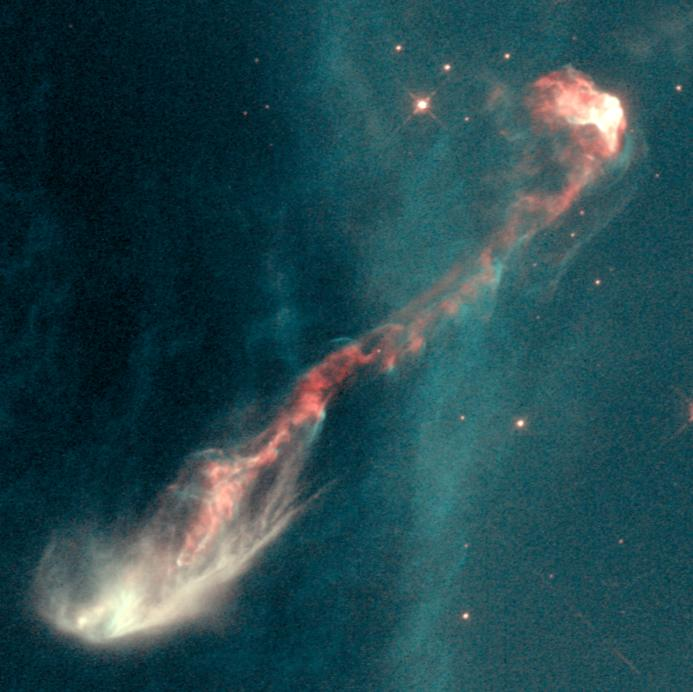
A HH47 Herbig–Haro-objektum

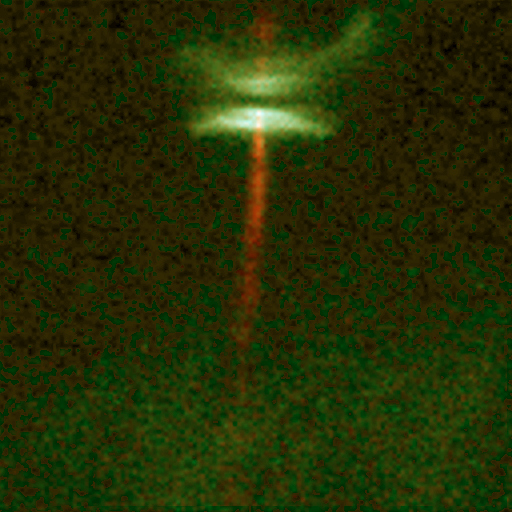
A HH30 Herbig–Haro-objektum az éléről látszó akkréciós koronggal, melynek külső, hidegebb része sötét, és részben eltakarja belső, vastagabb, forróbb részét (zöldes), valamint a poláris jettel (vöröses)

A Herbig–Haro-objektumok a csillagkeletkezés során, a protocsillagok körüli akkréciós korongból, a korong síkjára merőlegesen poláris jetek formájában kiáramló anyag által létrehozott objektumok. Tengelye mentén a forró (8-12 000 K hőmérsékletű), ionizált gáz több száz kilométeres másodpercenkénti sebességgel hagyja el az akkréciós korongot, majd beleütközik a csillagközi gáz sűrűbb régióiba, és felizzik. Tömegük meglehetősen kicsi, 1-20 földtömeg, méretük néhány fényév.
Az első ilyen objektumot Sherburne Wesley Burnham fedezte fel a T Tauri csillag körül a 19. században, de a ködök mibenlétét csak az 1940-es években, George Herbig és Guillermo Haro egymástól függetlenül kutatva értette meg.

## Külső hivatkozások
- Reipurth B., Heathcote S. (1997). „50 Years of Herbig–Haro Research. From discovery to HST”.  IAU Symposium No. 182 Bo Reipurth and Claude Bertout Herbig–Haro Flows and the Birth of Stars: 3–18, Kluwer Academic Publishers.
- Dopita, M. (1978). „The Herbig–Haro objects in the GUM Nebula”. Astronomy and Astrophysics 63 (1–2), 237–241. o.
- Lada C.J. (1987). „Star formation – From OB associations to protostars”.  Proceedings of the Symposium, Tokyo, Japan, Nov. 11–15, 1985 (A87-45601 20-90) Star forming regions: 1–17, Dordrecht: D. Reidel Publishing Co..